# My Happy Ending
«My Happy Ending» —en español: «Mi final feliz»— es una canción escrita y producida por la cantante Avril Lavigne y Butch Walker. Fue el segundo sencillo del álbum Under My Skin. La canción fue uno de los grandes éxitos del año 2004 y se posicionó en los primeros lugares de las listas de popularidad de varios países llegó a ocupar el lugar N.º 9 del Billboard Hot 100 de los Estados Unidos, N.º 6 en Australia, N.º 5 en El Reino Unido y N.º 1 en México. El sencillo fue certificado platino en enero de 2005 y fue el segundo en lograr vender más de 1 millón de unidades después de «Complicated». 
«My Happy Ending» se convirtió en el cuarto éxito #1 de Lavigne y el video lleva alrededor de más de 200 millones de visitas en Youtube.
Mundialmente la canción ha vendido más de 3 960 000 copias, llegando al puesto #14 de las canciones más vendidas de todo 2004.

## Video musical
El vídeo comienza con Lavigne corriendo con un corsé, pantalón con cadenas y botas negras. En la próxima escena se la ve con un tutú rojo llegando a un teatro abandonado. En partes se la ve sentada en una de las sillas del lugar, viendo un proyector aparecen imágenes de ella con su exnovio, donde aparecen recuerdos en donde ella está con su novio caminando en el parque de su país natal, Canadá o tocando el piano en el mismo lugar. En una parte del video, se ve un enojo repentino de Avril contra su novio, donde se la ve como en la primera escena, corriendo, y llega a una tienda de guitarras, toma una y va al techo de la tienda, y va directo a su banda, mientras las personas ahí, incluyendo su novio, la miran, y ella canta hasta terminar la canción, pero su novio sonríe y se va, mientras ella queda con una expresión de desconforme, el vídeo termina con una toma de su rostro en tristeza.

## Lista de canciones
Para este sencillo, se editaron 5 versiones distintas.
| Australia 1. «My Happy Ending» (Álbum Versión) 2. «My Happy Ending» (Versión acústica en vivo) 3. «Take Me Away» (Versión acústica en vivo) 4. «Take It» (Previously Unrelased) Inglaterra Parte 1: 1. «My Happy Ending» (Álbum Versión) 2. «Take It» Parte 2: 1. «My happy Ending» (Álbum Versión) 2. «My Happy Ending» (Versión acústica en vivo) 3. «Take Me Away» (Versión acústica en vivo) 4. «My Happy Ending» (Video) promo: 1. «My Happy Ending» (Radio Edit) [Clean] 2. «My Happy Ending» (Álbum Versión) [Explícito] | Alemania, Taiwán e Italia (Versión fan) 1. «My Happy Ending» (Álbum Versión) 2. «My Happy Ending» (Versión acústica en vivo) 3. «Take Me Away» (Versión acústica en vivo) 4. «Take It» (Previously Unrelased) 5. «My Happy Ending» (Video) Japón 1. «My Happy Ending» (Radio Edit) [Clean] 2. «My Happy Ending» (Álbum Versión) [Explícito] 3. «Don't Tell Me» (Versión acústica en vivo) [Explícito] Estados Unidos promo 1. «My Happy Ending» (Radio Edit) [Clean] 2. «My Happy Ending» (Álbum Versión) [Explícito] 3. «Suggested Callout Research Hook» México y Japón Promo 1. «My Happy Ending» (Álbum Versión) |

## Posicionamiento en listas y certificaciones
| Listas (2004)                         | Mejor posición |
| ------------------------------------- | -------------- |
| Alemania (Offizielle Deutsche Charts) | 17             |
| Australia (ARIA)                      | 6              |
| Austria (Ö3 Austria Top 40)           | 8              |
| Bélgica (Flandes) (Ultratop 50)       | 30             |
| Bélgica (Valonia) (Ultratop 50)       | 30             |
| Canadá (Canadian Singles Chart)       | 11             |
| España (Top 100 Canciones)            | 6              |
| Estados Unidos (Billboard Hot 100)    | 9              |
| Estados Unidos (Mainstream Top 40)    | 1              |
| Estados Unidos (Adult Top 40)         | 3              |
| Estados Unidos (Adult Contemporary)   | 37             |
| Francia (SNEP)                        | 39             |
| Hungría (Rádiós Top 40)               | 16             |
| Irlanda (IRMA)                        | 7              |
| Italia (FIMI)                         | 7              |
| Noruega (VG-lista)                    | 6              |
| Países Bajos (Dutch Top 40)           | 13             |
| Reino Unido (UK Singles Chart)        | 5              |
| República Checa (Rádio Top 100)       | 76             |
| Rumania (Romanian Top 100)            | 30             |
| Suecia (Sverigetopplistan)            | 11             |
| Suiza (Schweizer Hitparade)           | 23             |

| País           | Organismo certificador | Certificación    | Ref.   |
| -------------- | ---------------------- | ---------------- | ------ |
| Australia      | ARIA                   | Disco de Oro     | [ 23 ] |
| Brasil         | ABPD                   | Disco de Platino | [ 24 ] |
| Estados Unidos | RIAA                   | Disco de Oro     | [ 25 ] |

## Apariciones en medios
«My Happy Ending» fue utilizado para la película Bring It On: All or Nothing. La canción también fue utilizada en el tráiler de A Lot Like Love, con Ashton Kutcher y Amanda Peet.
La canción fue utilizada en una quinta temporada episodio de CSI: Crime Scene Investigation, «Mea culpa» emitido el 25 de noviembre de 2004, en una cuarta temporada episodio de Smallville, «Facade» emitido el 6 de octubre de 2004 y en un episodio de la quinta temporada de Gilmore Girls, con la hermana pequeña de Dean escuchando. 
Además, se utiliza como una de las pistas de la banda sonora de iCarly.
La canción también ha aparecido en los videojuegos, y ha aparecido en tres series karaoke importante: Lips, SingStar, y Karaoke Revolution.
Lavigne cantó la canción durante la ceremonia de clausura de los Juegos Olímpicos de Vancouver 2010.